# Jeysen Núñez
Jeysen Jair Núñez Charales (Santa Marta, Colombia; 21 de marzo de 1989) es un futbolista colombiano. Juega como centrocampista.
Su hermano es el también futbolista Luis y su primo es el exfutbolista Alexis Henríquez.

## Clubes
| Club                 | País                | Año                 | Partidos | Goles |
| -------------------- | ------------------- | ------------------- | -------- | ----- |
| Unión Magdalena      | Colombia            | 2011                | 18       | 3     |
| Tigres               | Colombia            | 2011                | 12       | 7     |
| Boyacá Chicó         | Colombia            | 2012                | 37       | 9     |
| Atlético Bucaramanga | Colombia            | 2013 - 2015         | 99       | 18    |
| Deportivo Pasto      | Colombia            | 2015                | 7        | 0     |
| Unión Comercio       | Perú                | 2016                | 0        | 0     |
| Jaguares de Córdoba  | Colombia            | 2016                | 9        | 1     |
| Cúcuta Deportivo     | Colombia            | 2017                | 20       | 15    |
| Carabobo             | Venezuela           | 2017                | 15       | 1     |
| Cúcuta Deportivo     | Colombia            | 2018 - 2019         | 46       | 5     |
| Universitario        | Panamá              | 2020                | 1        | 0     |
| Cúcuta Deportivo     | Colombia            | 2022 - 2023         | 16       | 2     |
| Total en su carrera  | Total en su carrera | Total en su carrera | 279      | 61    |

## Palmarés

### Campeonatos nacionales
| Título    | Club             | País     | Año  |
| --------- | ---------------- | -------- | ---- |
| Primera B | Cúcuta Deportivo | Colombia | 2018 |